# Olympische Sommerspiele 2000/Teilnehmer (Deutschland)
| Gelbes Symbol für Goldmedaillen mit stilisierten Olympischen Ringen | Graues Symbol für Silbermedaillen mit stilisierten Olympischen Ringen | Braundes Symbol für Bronzemedaillen mit stilisierten Olympischen Ringen |
| ------------------------------------------------------------------- | --------------------------------------------------------------------- | ----------------------------------------------------------------------- |
| 13                                                                  | 17                                                                    | 26                                                                      |

Deutschland nahm an den Olympischen Sommerspielen 2000 in der australischen Metropole Sydney mit 422 Athleten, 181 Frauen und 241 Männern, in 25 Sportarten teil.
Seit 1896 war es die zwölfte Teilnahme Deutschlands bei Olympischen Sommerspielen.

## Flaggenträger
Die Kanutin Birgit Fischer trug die Flagge Deutschlands während der Eröffnungsfeier im Stadium Australia, bei der Schlussfeier wurde sie von der Leichtathletin Heike Drechsler getragen.
- Siehe auch: Liste der Fahnenträger der deutschen Mannschaften bei Olympischen Spielen

## Medaillen
Mit 13 gewonnenen Gold-, 17 Silber- und 26 Bronzemedaillen belegte das deutsche Team Platz 5 im Medaillenspiegel.

### Gold
| Name                                                                 | Sportart       | Wettkampf                                |
| -------------------------------------------------------------------- | -------------- | ---------------------------------------- |
| Nils Schumann                                                        | Leichtathletik | 800 m Männer                             |
| Heike Drechsler                                                      | Leichtathletik | Weitsprung Frauen                        |
| Andreas Dittmer                                                      | Kanu           | Einer-Canadier 1000 m Männer             |
| Thomas Schmidt                                                       | Kanu           | Einer-Kajak Slalom Männer                |
| Birgit Fischer Katrin Wagner                                         | Kanu           | Zweier-Kajak 500 m Frauen                |
| Birgit Fischer Manuela Mucke Anett Schuck Katrin Wagner              | Kanu           | Vierer-Kajak 500 m Frauen                |
| Robert Bartko                                                        | Radsport       | Bahn 4000 m Einzelverfolgung Männer      |
| Robert Bartko Daniel Becke Guido Fulst Jens Lehmann                  | Radsport       | Bahn 4000 m Mannschaftsverfolgung Männer |
| Jan Ullrich                                                          | Radsport       | Straßenrennen Männer                     |
| Otto Becker Ludger Beerbaum Marcus Ehning Lars Nieberg               | Reiten         | Preis der Nationen                       |
| Nadine Capellmann Ulla Salzgeber Alexandra Simons Isabell Werth      | Reiten         | Dressur Mannschaft                       |
| Kathrin Boron Jana Thieme                                            | Rudern         | Doppelzweier Frauen                      |
| Kerstin El Qalqili-Kowalski Meike Evers Manja Kowalski Manuela Lutze | Rudern         | Doppelvierer Frauen                      |

### Silber
| Name                                         | Sportart       | Wettkampf                      |
| -------------------------------------------- | -------------- | ------------------------------ |
| Lars Riedel                                  | Leichtathletik | Diskus Männer                  |
| Björn Bach Jan Schäfer Stefan Ulm Mark Zabel | Kanu           | Vierer-Kajak 1000 m Männer     |
| Stefan Nimke                                 | Radsport       | Bahn Sprint Männer             |
| Jens Lehmann                                 | Radsport       | 4000 m Einzelverfolgung Männer |
| Jan Ullrich                                  | Radsport       | Straße Einzelzeitfahren Männer |
| Hanka Kupfernagel                            | Radsport       | Straßenrennen Frauen           |
| Isabell Werth                                | Reiten         | Dressur Einzel                 |
| Ralf Bissdorf                                | Fechten        | Florett Einzel Männer          |
| Rita König                                   | Fechten        | Florett Einzel Frauen          |
| Claudia Blasberg Valerie Viehoff             | Rudern         | Leichtgewichts-Doppelzweier    |
| Tommy Haas                                   | Tennis         | Einzel Männer                  |
| Faissal Ebnoutalib                           | Taekwondo      | 80 kg Männer                   |
| Stephan Vuckovic                             | Triathlon      | Einzel Männer                  |
| Marc Huster                                  | Gewichtheben   | Männer 85 kg                   |
| Ronny Weller                                 | Gewichtheben   | Männer 105 kg                  |
| Gunnar Bahr Ingo Borkowski Jochen Schümann   | Segeln         | Soling Männer                  |
| Amelie Lux                                   | Segeln         | Mistral Frauen                 |

### Bronze
| Name | Sportart       | Wettkampf                        |
| --- | -------------- | -------------------------------- |
| Cornelia Pfohl Barbara Mensing Sandra Sachse | Bogenschießen  | Mannschaft Frauen                |
| Astrid Kumbernuss | Leichtathletik | Kugelstoßen Frauen               |
| Kirsten Münchow | Leichtathletik | Hammerwurf Frauen                |
| Sebastian Köber | Boxen          | Schwergewicht (91 kg) Männer     |
| Ronald Rauhe Tim Wieskötter | Kanu           | K2 500 m Männer                  |
| Andreas Dittmer | Kanu           | Einer-Canadier 500 m Männer      |
| Lars Kober Stefan Uteß | Kanu           | Zweier-Canadier 1000 m Männer    |
| Jens Fiedler | Radsport       | Bahn Sprint Männer               |
| Andreas Klöden | Radsport       | Straßenrennen Männer             |
| Jens Fiedler | Radsport       | Bahn Keirin Männer               |
| Dörte Lindner | Wasserspringen | 3-m-Brett Frauen                 |
| Jan Hempel Heiko Meyer | Wasserspringen | Synchron 10-m-Turm Männer        |
| Ulla Salzgeber | Reiten         | Dressur Einzel                   |
| Wiradech Kothny | Fechten        | Säbel Einzel Männer              |
| Dennis Bauer Wiradech Kothny Alexander Weber | Fechten        | Säbel Mannschaft Männer          |
| Sabine Bau Rita König Gesine Schiel Monika Weber | Fechten        | Florett Mannschaft Frauen        |
| Anna-Maria Gradante | Judo           | 48 kg Frauen                     |
| Marcel Hacker | Rudern         | Einer Männer                     |
| Marco Geisler Andreas Hajek Stephan Volkert André Willms | Rudern         | Doppelvierer Männer              |
| Katrin Rutschow-Stomporowski | Rudern         | Einer Frauen                     |
| Nadine Angerer Nicole Brandebusemeyer Doris Fitschen Jeannette Götte Stefanie Gottschlich Inka Grings Ariane Hingst Melanie Hoffmann Steffi Jones Renate Lingor Maren Meinert Sandra Minnert Claudia Müller Birgit Prinz Silke Rottenberg Kerstin Stegemann Bettina Wiegmann Tina Wunderlich | Fußball        | Frauen                           |
| Stev Theloke | Schwimmen      | 100 m Rücken Männer              |
| Jens Kruppa Thomas Rupprath Torsten Spanneberg Stev Theloke | Schwimmen      | 4 × 100 m Lagenstaffel Männer    |
| Antje Buschschulte Sara Harstick Kerstin Kielgaß Franziska van Almsick | Schwimmen      | 4 × 200 m Freistilstaffel Frauen |
| Jörg Ahmann Axel Hager | Volleyball     | Beach Männer                     |
| Roland Gäbler René Schwall | Segeln         | Tornado Männer                   |

## Teilnehmer nach Sportarten

### Badminton
| Athleten                        | Wettbewerb | 1. Runde                 | 1. Runde           | 2. Runde | 2. Runde   | Achtelfinale                       | Achtelfinale  | Viertelfinale | Viertelfinale | Halbfinale    | Halbfinale    | Finale/Platz 3 | Finale/Platz 3 | Rang |
| Athleten                        | Wettbewerb | Gegner                   | Ergebnis           | Gegner   | Ergebnis   | Gegner                             | Ergebnis      | Gegner        | Ergebnis      | Gegner        | Ergebnis      | Gegner         | Ergebnis       | Rang |
| ------------------------------- | ---------- | ------------------------ | ------------------ | -------- | ---------- | ---------------------------------- | ------------- | ------------- | ------------- | ------------- | ------------- | -------------- | -------------- | ---- |
| Frauen                          |            |                          |                    |          |            |                                    |               |               |               |               |               |                |                |      |
| Nicole Grether                  | Einzel     | K. Krasowska             | 13:12, 11:2        | R. Cator | 11:3, 11:3 | Kim J.-h.                          | 0:11, 3:11    | ausgeschieden | ausgeschieden | ausgeschieden | ausgeschieden | ausgeschieden  | ausgeschieden  | 9    |
| Karen Stechmann Nicole Grether  | Doppel     | A. Jørgensen / M. Vange  | 15:13, 15:6        | —        | —          | L. Bruil-Jonathans / N. van Hooren | 7:15, 4:15    | ausgeschieden | ausgeschieden | ausgeschieden | ausgeschieden | ausgeschieden  | ausgeschieden  | 9    |
| Männer                          |            |                          |                    |          |            |                                    |               |               |               |               |               |                |                |      |
| Björn Siegemund Michael Helber  | Doppel     | P. Axelsson / P. Jönsson | 7:15, 15:17        | —        | —          | ausgeschieden                      | ausgeschieden | ausgeschieden | ausgeschieden | ausgeschieden | ausgeschieden | ausgeschieden  | ausgeschieden  | 17   |
| Mixed                           |            |                          |                    |          |            |                                    |               |               |               |               |               |                |                |      |
| Nicol Pitro Michael Keck        | Doppel     | M. Cloutier / B. Moody   | 15:6, 15:13        | —        | —          | M. Schjoldager / J. Eriksen        | 7:15, 6:15    | ausgeschieden | ausgeschieden | ausgeschieden | ausgeschieden | ausgeschieden  | ausgeschieden  | 9    |
| Karen Stechmann Björn Siegemund | Doppel     | Gao L. / Zhang J.        | 15:10, 7:15, 10:15 | —        | —          | ausgeschieden                      | ausgeschieden | ausgeschieden | ausgeschieden | ausgeschieden | ausgeschieden | ausgeschieden  | ausgeschieden  | 17   |

### Bogenschießen
| Athleten                                     | Wettbewerb | Qualifikation | Qualifikation | 1. Runde     | 1. Runde | 2. Runde      | 2. Runde      | Achtelfinale  | Achtelfinale  | Viertelfinale | Viertelfinale | Halbfinale    | Halbfinale    | Finale/Platz 3 | Finale/Platz 3 | Rang   |
| Athleten                                     | Wettbewerb | Ringe         | Rang          | Gegner       | Ergebnis | Gegner        | Ergebnis      | Gegner        | Ergebnis      | Gegner        | Ergebnis      | Gegner        | Ergebnis      | Gegner         | Ergebnis       | Rang   |
| -------------------------------------------- | ---------- | ------------- | ------------- | ------------ | -------- | ------------- | ------------- | ------------- | ------------- | ------------- | ------------- | ------------- | ------------- | -------------- | -------------- | ------ |
| Frauen                                       |            |               |               |              |          |               |               |               |               |               |               |               |               |                |                |        |
| Barbara Mensing                              | Einzel     | 634           | 23            | A. Fouace    | 157:149  | K. Serdjuk    | 153:161       | ausgeschieden | ausgeschieden | ausgeschieden | ausgeschieden | ausgeschieden | ausgeschieden | ausgeschieden  | ausgeschieden  | 29     |
| Cornelia Pfohl                               | Einzel     | 635           | 19            | V. Priestman | 159:155  | He Y.         | 157:163       | ausgeschieden | ausgeschieden | ausgeschieden | ausgeschieden | ausgeschieden | ausgeschieden | ausgeschieden  | ausgeschieden  | 24     |
| Sandra Sachse                                | Einzel     | 628           | 31            | K. Larsson   | 146:147  | ausgeschieden | ausgeschieden | ausgeschieden | ausgeschieden | ausgeschieden | ausgeschieden | ausgeschieden | ausgeschieden | ausgeschieden  | ausgeschieden  | 54     |
| Barbara Mensing Cornelia Pfohl Sandra Sachse | Mannschaft | 1897          | 5             | —            | —        | —             | —             | Freilos       | Freilos       | China         | 240:234       | Südkorea      | 238:251       | Türkei         | 240:234        | Bronze |
| Männer                                       |            |               |               |              |          |               |               |               |               |               |               |               |               |                |                |        |
| Christian Stubbe                             | Einzel     | 596           | 54            | L. Torres    | 163:161  | Yang B.       | 152:159       | ausgeschieden | ausgeschieden | ausgeschieden | ausgeschieden | ausgeschieden | ausgeschieden | ausgeschieden  | ausgeschieden  | 25     |

### Boxen
| Name            | Wettkampf                       | Medaille |
| Männer          | Männer                          | Männer   |
| --------------- | ------------------------------- | -------- |
| Adnan Ćatić     | Halbmittelgewicht (bis 71 kg)   |          |
| Falk Huste      | Federgewicht (bis 57 kg)        |          |
| Kay Huste       | Halbweltergewicht (bis 63,5 kg) |          |
| Cengiz Koç      | Superschwergewicht (über 91 kg) |          |
| Sebastian Köber | Schwergewicht (bis 91 kg)       | Bronze   |
| Steven Küchler  | Weltergewicht (bis 67 kg)       |          |
| Norman Schuster | Leichtgewicht (bis 60 kg)       |          |
| Wardan Sakarjan | Fliegengewicht (bis 51 kg)      |          |

### Fechten
| Name                        | Wettkampf                          | Medaille      |
| Männer                      | Männer                             | Männer        |
| --------------------------- | ---------------------------------- | ------------- |
| Dennis Bauer                | Säbel Einzel, Säbel Mannschaft     | Bronze        |
| Ralf Bißdorf                | Florett Einzel, Florett Mannschaft | Silber        |
| Richard Breutner            | Florett Einzel, Florett Mannschaft |               |
| Jörg Fiedler                | Degen Einzel, Degen Mannschaft     |               |
| David Hausmann              | Florett Einzel                     |               |
| Wiradech Kothny             | Säbel Einzel, Säbel Mannschaft     | 2 × Bronze    |
| Eero Lehmann                | Säbel Einzel                       |               |
| Arnd Schmitt                | Degen Einzel, Degen Mannschaft     |               |
| Marc-Konstantin Steifensand | Degen Einzel, Degen Mannschaft     |               |
| Daniel Strigel              | Degen Mannschaft                   |               |
| Alexander Weber             | Säbel Mannschaft                   | Bronze        |
| Wolfgang Wienand            | Florett Einzel, Florett Mannschaft |               |
| Frauen                      |                                    |               |
| Sabine Bau                  | Florett Einzel, Florett Mannschaft | Bronze        |
| Claudia Bokel               | Degen Einzel, Degen Mannschaft     |               |
| Imke Duplitzer              | Degen Einzel, Degen Mannschaft     |               |
| Rita König                  | Florett Einzel, Florett Mannschaft | Silber Bronze |
| Katja Nass                  | Degen Einzel, Degen Mannschaft     |               |
| Monika Weber-Koszto         | Florett Einzel, Florett Mannschaft | Bronze        |

### Fußball
| Name                   | Wettkampf  | Medaille |
| Frauen                 | Frauen     | Frauen   |
| ---------------------- | ---------- | -------- |
| Nicole Brandebusemeyer | Mannschaft | Bronze   |
| Doris Fitschen         | Mannschaft | Bronze   |
| Jeannette Götte        | Mannschaft | Bronze   |
| Stefanie Gottschlich   | Mannschaft | Bronze   |
| Inka Grings            | Mannschaft | Bronze   |
| Ariane Hingst          | Mannschaft | Bronze   |
| Melanie Hoffmann       | Mannschaft | Bronze   |
| Steffi Jones           | Mannschaft | Bronze   |
| Renate Lingor          | Mannschaft | Bronze   |
| Maren Meinert          | Mannschaft | Bronze   |
| Sandra Minnert         | Mannschaft | Bronze   |
| Claudia Müller         | Mannschaft | Bronze   |
| Birgit Prinz           | Mannschaft | Bronze   |
| Silke Rottenberg       | Mannschaft | Bronze   |
| Kerstin Stegemann      | Mannschaft | Bronze   |
| Bettina Wiegmann       | Mannschaft | Bronze   |
| Tina Wunderlich        | Mannschaft | Bronze   |

### Gewichtheben
| Name              | Wettkampf                        | Medaille |
| Männer            | Männer                           | Männer   |
| ----------------- | -------------------------------- | -------- |
| Lars Betker       | Mittelschwergewicht (bis 94 kg)  |          |
| Marc Huster       | Leichtschwergewicht (bis 85 kg)  | Silber   |
| Ingo Steinhöfel   | Mittelgewicht (bis 77 kg)        |          |
| Ronny Weller      | Superschwergewicht (über 105 kg) | Silber   |
| Frauen            |                                  |          |
| Monique Riesterer | Klasse über 75 kg                |          |

### Handball
| Name                  | Wettkampf  | Medaille |
| Männer                | Männer     | Männer   |
| --------------------- | ---------- | -------- |
| Markus Baur           | Mannschaft |          |
| Mike Bezdicek         | Mannschaft |          |
| Henning Fritz         | Mannschaft |          |
| Jan Holpert           | Mannschaft |          |
| Florian Kehrmann      | Mannschaft |          |
| Stefan Kretzschmar    | Mannschaft |          |
| Jörg Kunze            | Mannschaft |          |
| Sven Lakenmacher      | Mannschaft |          |
| Klaus-Dieter Petersen | Mannschaft |          |
| Bernd Roos            | Mannschaft |          |
| Christian Schwarzer   | Mannschaft |          |
| Daniel Stephan        | Mannschaft |          |
| Frank von Behren      | Mannschaft |          |
| Bogdan Wenta          | Mannschaft |          |
| Volker Zerbe          | Mannschaft |          |

### Hockey
| Name                        | Wettkampf  | Medaille |
| Herren                      | Herren     | Herren   |
| --------------------------- | ---------- | -------- |
| Clemens Arnold              | Mannschaft |          |
| Christoph Bechmann          | Mannschaft |          |
| Philipp Crone               | Mannschaft |          |
| Oliver Domke                | Mannschaft |          |
| Christoph Eimer             | Mannschaft |          |
| Björn Emmerling             | Mannschaft |          |
| Michael Green               | Mannschaft |          |
| Florian Kunz                | Mannschaft |          |
| Christian Mayerhöfer        | Mannschaft |          |
| Björn Michel                | Mannschaft |          |
| Ulrich Moissl               | Mannschaft |          |
| Sascha Reinelt              | Mannschaft |          |
| Christopher Reitz           | Mannschaft |          |
| Christian Wein              | Mannschaft |          |
| Tibor Weißenborn            | Mannschaft |          |
| Matthias Witthaus           | Mannschaft |          |
| Damen                       |            |          |
| Friederike Barth            | Mannschaft |          |
| Britta Becker               | Mannschaft |          |
| Birgit Beyer                | Mannschaft |          |
| Caroline Casaretto          | Mannschaft |          |
| Tanja Dickenscheid          | Mannschaft |          |
| Nadine Ernsting-Krienke     | Mannschaft |          |
| Franziska Gude              | Mannschaft |          |
| Katrin Kauschke             | Mannschaft |          |
| Natascha Keller             | Mannschaft |          |
| Denise Klecker              | Mannschaft |          |
| Heike Lätzsch               | Mannschaft |          |
| Inga Möller                 | Mannschaft |          |
| Fanny Rinne                 | Mannschaft |          |
| Marion Rodewald             | Mannschaft |          |
| Simone Thomaschinski-Gräßer | Mannschaft |          |
| Julia Zwehl                 | Mannschaft |          |

### Judo
| Name                | Wettkampf                      | Medaille |
| Männer              | Männer                         | Männer   |
| ------------------- | ------------------------------ | -------- |
| Daniel Gürschner    | Halbschwergewicht (bis 100 kg) |          |
| Oliver Gussenberg   | Superleichtgewicht (bis 60 kg) |          |
| Frank Möller        | Schwergewicht (über 100 kg)    |          |
| Martin Schmidt      | Leichtgewicht (bis 73 kg)      |          |
| Marko Spittka       | Mittelgewicht (bis 90 kg)      |          |
| Florian Wanner      | Halbmittelgewicht (bis 81 kg)  |          |
| Frauen              |                                |          |
| Anna-Maria Gradante | Superleichtgewicht (bis 48 kg) | Bronze   |
| Sandra Köppen       | Schwergewicht (über 78 kg)     |          |
| Uta Kühnen          | Halbschwergewicht (bis 78 kg)  |          |
| Anja von Rekowski   | Halbmittelgewicht (bis 63 kg)  |          |
| Yvonne Wansart      | Mittelgewicht (bis 70 kg)      |          |

### Kanu
| Name                   | Wettkampf                             | Medaille    |
| Männer                 | Männer                                | Männer      |
| ---------------------- | ------------------------------------- | ----------- |
| Björn Bach             | Vierer-Kajak 1000 m                   | Silber      |
| Andreas Dittmer        | Einer-Canadier 500 m/1000 m           |             |
| André Ehrenberg        | Zweier-Canadier Slalom                |             |
| Christian Gille        | Zweier-Canadier 500 m                 |             |
| Andreas Ihle           | Zweier-Kajak 1000 m                   |             |
| Sören Kaufmann         | Einer-Canadier Slalom                 |             |
| Lars Kober             | Zweier-Canadier 1000 m                | Bronze      |
| Lutz Liwowski          | Einer-Kajak 500 m/1000 m              | Gold Bronze |
| Stefan Pfannmöller     | Einer-Canadier Slalom                 |             |
| Ronald Rauhe           | Zweier-Kajak 500 m                    | Bronze      |
| Jan Schäfer            | Vierer-Kajak 1000 m                   | Silber      |
| Thomas Schmidt         | Einer-Kajak Slalom                    | Gold        |
| Michael Senft          | Zweier-Canadier Slalom                |             |
| Stefan Ulm             | Vierer-Kajak 1000 m                   | Silber      |
| Stefan Uteß            | Zweier-Canadier                       | Bronze      |
| Tim Wieskötter         | Zweier-Kajak 500 m                    | Bronze      |
| Olaf Winter            | Zweier-Kajak 1000 m                   |             |
| Mark Zabel             | Vierer-Kajak 1000 m                   | Silber      |
| Thomas Zereske         | Zweier-Canadier 500 m                 |             |
| Frauen                 |                                       |             |
| Birgit Fischer         | Zweier-Kajak 500 m/Vierer-Kajak 500 m | 2 × Gold    |
| Susanne Hirt           | Einer-Kajak Slalom                    |             |
| Manuela Mucke          | Vierer-Kajak 500 m                    | Gold        |
| Mandy Planert          | Einer-Kajak Slalom                    |             |
| Anett Schuck           | Vierer-Kajak 500 m                    | Gold        |
| Katrin Wagner-Augustin | Zweier-Kajak 500 m/Vierer-Kajak 500 m | 2 × Gold    |

### Leichtathletik
| Name                    | Wettkampf               | Medaille |
| Männer                  | Männer                  | Männer   |
| ----------------------- | ----------------------- | -------- |
| Jirka Arndt             | 5000 m                  |          |
| Falk Balzer             | 110 m Hürden            |          |
| Marc Blume              | 100 m                   |          |
| Oliver-Sven Buder       | Kugelstoßen             |          |
| Frank Busemann          | Zehnkampf               |          |
| Danny Ecker             | Stabhochsprung          |          |
| Carsten Eich            | Marathon                |          |
| Andreas Erm             | 20 km Gehen             |          |
| Markus Esser            | Hammerwurf              |          |
| Michael Fietz           | Marathon                |          |
| Charles Friedek         | Dreisprung              |          |
| Thomas Goller           | 400 m Hürden            |          |
| Raymond Hecht           | Speerwurf               |          |
| Boris Henry             | Speerwurf               |          |
| Robert Ihly             | 20 km Gehen             |          |
| Damian Kallabis         | 3000 m Hindernis        |          |
| Karsten Kobs            | Hammerwurf              |          |
| Wolfgang Kreißig        | Hochsprung              |          |
| Ralf Leberer            | 110 m Hürden            |          |
| Tim Lobinger            | Stabhochsprung          |          |
| Mike Maczey             | Zehnkampf               |          |
| Michael Mertens         | Kugelstoßen             |          |
| Michael Möllenbeck      | Diskuswurf              |          |
| Kofi Amoah Prah         | Weitsprung              |          |
| Christian Rhoden        | Hochsprung              |          |
| Lars Riedel             | Diskuswurf              | Silber   |
| Stefan Schmid           | Zehnkampf               |          |
| Jürgen Schult           | Diskuswurf              |          |
| Nils Schumann           | 800 m                   | Gold     |
| Florian Schwarthoff     | 110 m Hürden            |          |
| Michael Stolle          | Stabhochsprung          |          |
| Denis Trautmann         | 50 km Gehen             |          |
| Mike Trautmann          | 50 km Gehen             |          |
| Heinz Weis              | Hammerwurf              |          |
| Frauen                  |                         |          |
| Beate Anders-Gummelt    | 10 km Gehen             |          |
| Kathrin Born-Boyde      | 10 km Gehen             |          |
| Sabine Braun            | Siebenkampf             |          |
| Yvonne Buschbaum        | Stabhochsprung          |          |
| Franka Dietzsch         | Diskuswurf              |          |
| Heike Drechsler         | Weitsprung              | Gold     |
| Florence Ekpo-Umoh      | 4 × 400 m Staffel       |          |
| Karin Ertl              | Siebenkampf             |          |
| Claudia Gesell          | 800 m                   |          |
| Shanta Ghosh            | 4 × 400 m Staffel       |          |
| Nicole Humbert          | Stabhochsprung          |          |
| Nadine Kleinert-Schmitt | Kugelstoßen             |          |
| Sonja Krolik-Oberem     | Marathon                |          |
| Astrid Kumbernuss       | Kugelstoßen             | Bronze   |
| Heike Meißner           | 400 m Hürden            |          |
| Amewu Mensah            | Hochsprung              |          |
| Irina Mikitenko         | 5000 m                  |          |
| Sabrina Mulrain         | 200 m/4 × 100 m Staffel |          |
| Kirsten Münchow         | Hammerwurf              | Bronze   |
| Steffi Nerius           | Speerwurf               |          |
| Andrea Philipp          | 4 × 100 m Staffel       |          |
| Astrid Retzke           | Siebenkampf             |          |
| Birgit Rockmeier        | 4 × 400 m Staffel       |          |
| Gabi Rockmeier          | 4 × 100 m Staffel       |          |
| Sofia Schulte           | Weitsprung              |          |
| Susen Tiedtke           | Weitsprung              |          |
| Ulrike Urbansky         | 400 m/4 × 400 m Staffel |          |
| Marion Wagner           | 4 × 100 m Staffel       |          |
| Petra Wassiluk          | 10.000 m                |          |
| Ilke Wyludda            | Diskuswurf              |          |

### Moderner Fünfkampf
| Name         | Wettkampf | Medaille |
| Männer       | Männer    | Männer   |
| ------------ | --------- | -------- |
| Eric Walther | Einzel    |          |
| Frauen       |           |          |
| Elena Reiche | Einzel    |          |

### Radsport
| Name                | Wettkampf                                            | Medaille    |
| Männer              | Männer                                               | Männer      |
| ------------------- | ---------------------------------------------------- | ----------- |
| Rolf Aldag          | Straßenrennen                                        |             |
| Robert Bartko       | 4000 m Einerverfolgung/4000 m Mannschaftsverfolgung  | 2 × Gold    |
| Daniel Becke        | 4000 m Mannschaftsverfolgung                         | Gold        |
| Carsten Bresser     | Mountainbike                                         |             |
| Guido Fulst         | Madison/4000 m Mannschaftsverfolgung                 | Gold        |
| Lado Fumić          | Mountainbike                                         |             |
| Andreas Klöden      | Straßenrennen/Einzelzeitfahren                       | Bronze      |
| Sören Lausberg      | 1000 m Zeitfahren/Sprint Mannschaft                  |             |
| Jens Lehmann        | 4000 m Einerverfolgung/4000 m Mannschaftsverfolgung  | Gold Silber |
| Stefan Nimke        | 1000 m Zeitfahren/Sprint Mannschaft                  | Silber      |
| Olaf Pollack        | 4000 m Mannschaftsverfolgung                         | Gold        |
| Thorsten Rund       | Punktefahren                                         |             |
| Jan van Eijden      | Sprint/Keirin                                        |             |
| Jens Fiedler        | Sprint/Keirin/Sprint Mannschaft                      | 2 × Bronze  |
| Jan Ullrich         | Straßenrennen/Einzelzeitfahren                       | Gold Silber |
| Jens Voigt          | Straßenrennen                                        |             |
| Erik Zabel          | Straßenrennen                                        |             |
| Frauen              |                                                      |             |
| Judith Arndt        | Einzelzeitfahren/3000 m Einerverfolgung/Punktefahren |             |
| Kathrin Freitag     | Sprint/500 m Zeitfahren                              |             |
| Hanka Kupfernagel   | Straßenrennen/Einzelzeitfahren                       | Silber      |
| Petra Rossner       | Straßenrennen                                        |             |
| Sabine Spitz        | Mountainbike                                         |             |
| Ina-Yoko Teutenberg | Straßenrennen                                        |             |
| Ulrike Weichelt     | 500 m Zeitfahren                                     |             |
| Hedda zu Putlitz    | Mountainbike                                         |             |

### Reiten
| Name                       | Wettkampf                        | Medaille    |
| Männer                     | Männer                           | Männer      |
| -------------------------- | -------------------------------- | ----------- |
| Otto Becker                | Springreiten Einzel/Mannschaft   | Gold        |
| Ludger Beerbaum            | Springreiten Einzel/Mannschaft   | Gold        |
| Andreas Dibowski           | Vielseitigkeit Mannschaft        |             |
| Marcus Ehning              | Springreiten Einzel/Mannschaft   | Gold        |
| Lars Nieberg               | Springreiten Einzel/Mannschaft   | Gold        |
| Kai Rüder                  | Vielseitigkeit Einzel            |             |
| Frauen                     |                                  |             |
| Nadine Capellmann          | Dressur Einzel/Mannschaft        | Gold        |
| Nele Hagener               | Vielseitigkeit Mannschaft        |             |
| Ingrid Klimke              | Vielseitigkeit Mannschaft        |             |
| Marina Köhncke             | Vielseitigkeit Einzel/Mannschaft |             |
| Ulla Salzgeber             | Dressur Einzel/Mannschaft        | Gold Bronze |
| Alexandra Simons-de Ridder | Dressur Einzel/Mannschaft        | Gold        |
| Isabell Werth              | Dressur Einzel/Mannschaft        | Gold Silber |
| Annette Wyrwoll            | Vielseitigkeit Einzel            |             |

### Ringen
| Name                 | Wettkampf                                  | Medaille |
| Männer               | Männer                                     | Männer   |
| -------------------- | ------------------------------------------ | -------- |
| Adam Juretzko        | Griechisch-römischer Stil Klasse bis 76 kg |          |
| Othmar Kuhner        | Freistil Klasse bis 63 kg                  |          |
| Alexander Leipold    | Freistil Klasse bis 85 kg                  |          |
| Arawat Sabejew       | Freistil Klasse bis 97 kg                  |          |
| Jürgen Scheibe       | Freistil Klasse bis 69 kg                  |          |
| Alfred Ter-Mkrtchyan | Griechisch-römischer Stil Klasse bis 58 kg |          |
| Sven Thiele          | Freistil Klasse bis 130 kg                 |          |
| Rıfat Yıldız         | Griechisch-römischer Stil Klasse bis 63 kg |          |
| Thomas Zander        | Griechisch-römischer Stil Klasse bis 97 kg |          |
| Vasili Zeiher        | Freistil Klasse bis 58 kg                  |          |

### Rudern
| Name                         | Wettkampf                             | Medaille |
| Männer                       | Männer                                | Männer   |
| ---------------------------- | ------------------------------------- | -------- |
| Jörg Dießner                 | Vierer ohne Steuermann                |          |
| Ingo Euler                   | Leichtgewichts-Doppelzweier           |          |
| Marco Geisler                | Doppelvierer                          | Bronze   |
| Marcel Hacker                | Einer                                 | Bronze   |
| Andreas Hajek                | Doppelvierer                          | Bronze   |
| Roland Händle                | Leichtgewichts-Vierer ohne Steuermann |          |
| Jan Herzog                   | Vierer ohne Steuermann                |          |
| Detlef Kirchhoff             | Zweier ohne Steuermann                |          |
| Ike Landvoigt                | Vierer ohne Steuermann                |          |
| Sebastian Mayer              | Doppelzweier                          |          |
| Dirk Meusel                  | Vierer ohne Steuermann                |          |
| Marcus Mielke                | Leichtgewichts-Vierer ohne Steuermann |          |
| Stefan Roehnert              | Doppelzweier                          |          |
| Bernhard Rühling             | Leichtgewichts-Doppelzweier           |          |
| Thorsten Schmidt             | Leichtgewichts-Vierer ohne Steuermann |          |
| Robert Sens                  | Zweier ohne Steuermann                |          |
| Björn Spaeter                | Leichtgewichts-Vierer ohne Steuermann |          |
| Stephan Volkert              | Doppelvierer                          | Bronze   |
| Martin Weis                  | Leichtgewichts-Vierer ohne Steuermann |          |
| André Willms                 | Doppelvierer                          | Bronze   |
| Frauen                       |                                       |          |
| Claudia Barth                | Zweier ohne Steuerfrau                |          |
| Claudia Blasberg             | Leichtgewichts-Doppelzweier           | Silber   |
| Kathrin Boron                | Doppelzweier                          | Gold     |
| Meike Evers                  | Doppelvierer                          | Gold     |
| Manja Kowalski               | Doppelvierer                          | Gold     |
| Kerstin Kowalski             | Doppelvierer                          | Gold     |
| Manuela Lutze                | Doppelvierer                          | Gold     |
| Katrin Rutschow-Stomporowski | Einer                                 | Bronze   |
| Jana Thieme                  | Doppelzweier                          | Gold     |
| Valerie Viehoff              | Leichtgewichts-Doppelzweier           | Silber   |
| Lenka Wech                   | Zweier ohne Steuerfrau                |          |

### Schießen
| Name                       | Wettkampf                                                 | Medaille |
| Männer                     | Männer                                                    | Männer   |
| -------------------------- | --------------------------------------------------------- | -------- |
| Christian Bauer            | Kleinkaliber Dreistellungskampf                           |          |
| Maik Eckhardt              | Kleinkaliber Dreistellungskampf/Kleinkaliber liegend 50 m |          |
| Norbert Ettner             | Luftgewehr 10 m                                           |          |
| Thomas Fichtner            | Trap                                                      |          |
| Artur Gevorgjan            | Luftpistole 10 m/Freie Pistole 50 m                       |          |
| Jan-Henrik Heinrich        | Skeet                                                     |          |
| Michael Jakosits           | Laufende Scheibe 10 m                                     |          |
| Manfred Kurzer             | Laufende Scheibe 10 m                                     |          |
| Daniel Leonhard            | Schnellfeuerpistole 25 m                                  |          |
| Hans-Jürgen Neumaier-Bauer | Luftpistole 10 m/Freie Pistole 50 m                       |          |
| Waldemar Schanz            | Trap/Doppel-Trap                                          |          |
| Swen Schuller              | Kleinkaliber liegend 50 m                                 |          |
| Ralf Schumann              | Schnellfeuerpistole 25 m                                  |          |
| Ferdinand Stipberger       | Luftgewehr 10 m                                           |          |
| Frauen                     |                                                           |          |
| Petra Horneber             | Luftgewehr 10 m/Kleinkaliber Dreistellungskampf           |          |
| Susanne Kiermayer          | Trap/Doppel-Trap                                          |          |
| Carmen Meininger           | Luftpistole 10 m/Sportpistole 25 m                        |          |
| Sonja Pfeilschifter        | Luftgewehr 10 m                                           |          |
| Alexandra Schneider        | Kleinkaliber Dreistellungskampf                           |          |
| Anke Völker-Schumann       | Luftpistole 10 m/Sportpistole 25 m                        |          |

### Schwimmen
Deutsche Teilnehmer konnten sich nicht für den Synchronwettbewerb und die beiden Wasserballwettbewerbe qualifizieren. Die Teilnehmer im Schwimmen und Wasserspringen sind in den folgenden beiden Listen zu finden.

#### Schwimmen
| Name                  | Wettkampf | Medaille   |
| Männer                | Männer | Männer     |
| --------------------- | --- | ---------- |
| Ralf Braun            | 200 m Rücken                                                                                                 |            |
| Lars Conrad           | 4 × 100 m Freistil                                                                                           |            |
| Steffen Driesen       | 100 m Rücken                                                                                                 |            |
| Heiko Hell            | 400 m Freistil/1500 m Freistil/4 × 200 m Freistil                                                            |            |
| Stefan Herbst         | 200 m Freistil/4 × 100 m Freistil/4 × 200 m Freistil                                                         |            |
| Christian Keller      | 200 m Lagen/4 × 200 m Freistil                                                                               |            |
| Michael Kiedel        | 4 × 200 m Freistil                                                                                           |            |
| Jens Kruppa           | 100 m Brustschwimmen/200 m Lagen/4 × 100 m Lagen                                                             | Bronze     |
| Stephan Kunzelmann    | 100 m Freistil/4 × 100 m Freistil                                                                            |            |
| Jirka Letzin          | 400 m Lagen                                                                                                  |            |
| Stefan Pohl           | 200 m Freistil/4 × 200 m Freistil                                                                            |            |
| Thomas Rupprath       | 100 m Schmetterling/200 m Schmetterling/4 × 100 m Lagen                                                      | Bronze     |
| Torsten Spanneberg    | 100 m Freistil/4 × 100 m Lagen                                                                               | Bronze     |
| Stev Theloke          | 100 m Rücken/4 × 100 m Lagen                                                                                 | 2 × Bronze |
| Christian Tröger      | 100 m Freistil/4 × 100 m Freistil/4 × 200 m Freistil                                                         |            |
| Mark Warnecke         | 100 m Brustschwimmen                                                                                         |            |
| Frauen                | |            |
| Antje Buschschulte    | 100 m Rücken/200 m Rücken/4 × 100 m Freistil/4 × 200 m Freistil/4 × 100 m Lagen                              | Bronze     |
| Meike Freitag         | 4 × 200 m Freistil                                                                                           | Bronze     |
| Sylvia Gerasch        | 100 m Brustschwimmen/4 × 100 m Lagen                                                                         |            |
| Sara Harstick         | 4 × 200 m Freistil                                                                                           | Bronze     |
| Jana Henke            | 800 m Freistil                                                                                               |            |
| Sabine Herbst-Klenz   | 200 m Lagen/400 m Lagen                                                                                      |            |
| Nicole Hetzer         | 200 m Lagen/400 m Lagen                                                                                      |            |
| Ina Hüging            | 200 m Brustschwimmen                                                                                         |            |
| Simone Karn           | 100 m Brustschwimmen                                                                                         |            |
| Kerstin Kielgaß       | 200 m Freistil/400 m Freistil/4 × 100 m Freistil/4 × 200 m Freistil                                          | Bronze     |
| Katrin Meißner        | 50 m Freistil/4 × 100 m Lagen                                                                                |            |
| Anne Poleska          | 200 m Brustschwimmen                                                                                         |            |
| Cathleen Rund         | 200 m Rücken                                                                                                 |            |
| Daniela Samulski      | 100 m Schmetterling/4 × 100 m Freistil                                                                       |            |
| Britta Steffen        | 4 × 100 m Freistil/4 × 200 m Freistil                                                                        | Bronze     |
| Hannah Stockbauer     | 400 m Freistil/800 m Freistil                                                                                |            |
| Franziska van Almsick | 200 m Freistil/100 m Schmetterling/200 m Schmetterling/4 × 100 m Freistil/4 × 200 m Freistil/4 × 100 m Lagen | Bronze     |
| Sandra Völker         | 50 m Freistil/100 m Rücken/4 × 100 m Freistil                                                                |            |

#### Wasserspringen
| Name            | Wettkampf                              | Medaille |
| Männer          | Männer                                 | Männer   |
| --------------- | -------------------------------------- | -------- |
| Stefan Ahrens   | Kunstspringen 3 m                      |          |
| Jan Hempel      | Turmspringen/Synchronspringen 10 m     | Bronze   |
| Heiko Meyer     | Turmspringen/Synchronspringen 10 m     | Bronze   |
| Andreas Wels    | Kunstspringen 3 m                      |          |
| Frauen          |                                        |          |
| Ditte Kotzian   | Turmspringen                           |          |
| Dörte Lindner   | Kunstspringen 3 m/Synchronspringen 3 m | Bronze   |
| Conny Schmalfuß | Kunstspringen 3 m/Synchronspringen 3 m |          |
| Ute Wetzig      | Turmspringen                           |          |

### Segeln
| Name               | Wettkampf   | Medaille |
| Männer             | Männer      | Männer   |
| ------------------ | ----------- | -------- |
| Thomas Auracher    | Star        |          |
| Gunnar Bahr        | Soling      | Silber   |
| Alexander Baronjan | Windsurfen  |          |
| Philip Barth       | 49er        |          |
| Marcus Baur        | 49er        |          |
| Ingo Borkowski     | Soling      | Silber   |
| Michael Fellmann   | Finn Dinghy |          |
| Roland Gäbler      | Tornado     | Bronze   |
| Stefan Meister     | 470er       |          |
| Marc Aurel Pickel  | Star        |          |
| Jochen Schümann    | Soling      | Silber   |
| René Schwall       | Tornado     | Bronze   |
| Frank Thieme       | 470er       |          |
| Frauen             |             |          |
| Nicola Birkner     | 470er       |          |
| Wibke Bülle        | 470er       |          |
| Amelie Lux         | Windsurfen  | Silber   |
| Petra Niemann      | Europe      |          |

### Taekwondo
| Name               | Wettkampf        | Medaille |
| Männer             | Männer           | Männer   |
| ------------------ | ---------------- | -------- |
| Aziz Acharki       | Klasse bis 68 kg |          |
| Faissal Ebnoutalib | Klasse bis 80 kg | Silber   |
| Frauen             |                  |          |
| Fadime Helvacioglu | Klasse bis 49 kg |          |

### Tennis
| Name             | Wettkampf     | Medaille |
| Männer           | Männer        | Männer   |
| ---------------- | ------------- | -------- |
| Tommy Haas       | Einzel/Doppel | Silber   |
| Nicolas Kiefer   | Einzel        |          |
| David Prinosil   | Einzel/Doppel |          |
| Rainer Schüttler | Einzel        |          |
| Frauen           |               |          |
| Jana Kandarr     | Einzel        |          |

### Tischtennis
| Name             | Wettkampf     | Medaille |
| Männer           | Männer        | Männer   |
| ---------------- | ------------- | -------- |
| Timo Boll        | Einzel/Doppel |          |
| Peter Franz      | Einzel        |          |
| Jörg Roßkopf     | Einzel/Doppel |          |
| Frauen           |               |          |
| Qianhong Gotsch  | Einzel/Doppel |          |
| Elke Schall      | Doppel        |          |
| Jie Schöpp       | Einzel/Doppel |          |
| Nicole Struse    | Doppel        |          |
| Jing Tian-Zörner | Einzel        |          |

### Triathlon
| Name             | Wettkampf     | Medaille |
| Männer           | Männer        | Männer   |
| ---------------- | ------------- | -------- |
| Andreas Raelert  | Einzel/Doppel |          |
| Stephan Vuckovic | Einzel        | Silber   |
| Frauen           |               |          |
| Anja Dittmer     | Einzel        |          |
| Joelle Franzmann | Einzel        |          |

### Turnen
In den drei verschiedenen Turnarten nahmen folgende deutsche Sportler teil.

#### Turnen
| Name                | Wettkampf                                                                          | Medaille |
| Männer              | Männer                                                                             | Männer   |
| ------------------- | ---------------------------------------------------------------------------------- | -------- |
| Jan-Peter Nikiferow | Barren/Boden/Pferdsprung/Reck/Seitpferd/Einzelmehrkampf/Mannschaftsmehrkampf       |          |
| Dimitrij Nonin      | Barren/Boden/Pferdsprung/Reck/Ringe/Seitpferd/Einzelmehrkampf/Mannschaftsmehrkampf |          |
| Sergej Pfeifer      | Barren/Boden/Reck/Ringe/Seitpferd/Einzelmehrkampf/Mannschaftsmehrkampf             |          |
| Marius Toba         | Barren/Pferdsprung/Ringe/Seitpferd/Einzelmehrkampf/Mannschaftsmehrkampf            |          |
| Rene Tschernitschek | Boden/Pferdsprung/Reck/Ringe/Einzelmehrkampf/Mannschaftsmehrkampf                  |          |
| Andreas Wecker      | Barren/Boden/Pferdsprung/Reck/Ringe/Seitpferd/Einzelmehrkampf/Mannschaftsmehrkampf |          |

#### Rhythmische Sportgymnastik
| Name               | Wettkampf  | Medaille |
| Frauen             | Frauen     | Frauen   |
| ------------------ | ---------- | -------- |
| Friederike Arlt    | Mannschaft |          |
| Lena Asmus         | Einzel     |          |
| Susan Benicke      | Mannschaft |          |
| Jeanine Fissler    | Mannschaft |          |
| Selma Neuhaus      | Mannschaft |          |
| Edita Schaufler    | Einzel     |          |
| Jessica Schumacher | Mannschaft |          |
| Annika Seibel      | Mannschaft |          |

#### Trampolinturnen
| Name           | Wettkampf | Medaille |
| Männer         | Männer    | Männer   |
| -------------- | --------- | -------- |
| Michael Serth  | Einzel    |          |
| Frauen         |           |          |
| Anna Dogonadze | Einzel    |          |

### Volleyball
Bei den Olympischen Spielen 2000 fanden Wettbewerbe im Hallenvolleyball und Beachvolleyball statt. Die deutschen Teilnehmer waren:

#### Beachvolleyball
| Name                 | Wettkampf  | Medaille |
| Männer               | Männer     | Männer   |
| -------------------- | ---------- | -------- |
| Jörg Ahmann          | Mannschaft | Bronze   |
| Axel Hager           | Mannschaft | Bronze   |
| Oliver Oetke         | Mannschaft |          |
| Andreas Scheuerpflug | Mannschaft |          |
| Frauen               |            |          |
| Maike Friedrichsen   | Mannschaft |          |
| Danja Müsch          | Mannschaft |          |
| Ulrike Schmidt       | Mannschaft |          |
| Gudula Staub         | Mannschaft |          |

#### Hallenvolleyball
| Name                | Wettkampf  | Medaille |
| Frauen              | Frauen     | Frauen   |
| ------------------- | ---------- | -------- |
| Christina Benecke   | Mannschaft |          |
| Béatrice Dömeland   | Mannschaft |          |
| Judith Flemig       | Mannschaft |          |
| Angelina Grün       | Mannschaft |          |
| Tanja Hart          | Mannschaft |          |
| Susanne Lahme       | Mannschaft |          |
| Hanka Pachale       | Mannschaft |          |
| Anja-Nadin Pietrek  | Mannschaft |          |
| Sylvia Roll         | Mannschaft |          |
| Christina Schultz   | Mannschaft |          |
| Judith Sylvester    | Mannschaft |          |
| Kerstin Tzscherlich | Mannschaft |          |